# Игнатьев, Борис Петрович
Бори́с Петро́вич Игна́тьев (род. 5 декабря 1940, Москва) — советский футболист, советский и российский футбольный тренер. Заслуженный тренер РСФСР (1978).

## Карьера
Начал играть в 1956 году в Москве. Воспитанник юношеской команды московского «Спартака».
Выступал за клубы:
- «Динамо» (7-й райсовет) Москва (1960)
- «Зенит» Ижевск (1960—1961)
- «Ракета» Горький (1962)
- «Волга» Горький (1963—1967)
- «Динамо» Махачкала (1968—1969)
- «Метеор» Жуковский (1970)
- «Динамо» Целиноград (1971)
- «Строитель» Уфа (1972)

### Стиль игры
Мобильный, работоспособный, дисциплинированный, отличался хорошей позиционной игрой, умением чётко выполнять короткие и средние передачи, уверенно действовал в подыгрыше партнёрам.—  Энциклопедия «Российский футбол за 100 лет». Октябрь 1997 года.
В высшей лиге чемпионата СССР провёл 7 матчей — в 1964 году в составе команды «Волга» Горький.

## Карьера тренера
- Тренер «Торпедо» Владимир: 1973
- Главный тренер «Торпедо» Владимир: 1974—1975
- Тренер и главный тренер юношеской сборной СССР: 1976 — июнь 1989
- Главный тренер клуба ОАЭ: июль 1989 — май 1990
- Главный тренер олимпийской сборной Ирака: июль 1990 — сентябрь 1990
- Главный тренер олимпийской сборной СССР: ноябрь 1990—1991
- Главный тренер молодёжной сборной России: 1992 — март 1994
- Тренер сборной России: июль 1992 — июнь 1996. Занимал пост помощника при Павле Садырине и Олеге Романцеве[2].
- Главный тренер ФК «Аль-Иттихад» (Джидда), Саудовская Аравия — 1 месяц в начале 1995[3].
- Главный тренер сборной России: июль 1996 — июнь 1998. По словам Вячеслава Колоскова, зарплата Игнатьева составляла всего 500 долларов в месяц[4]. В тренерский штаб Игнатьева входил Юрий Сёмин[2].
- Главный тренер сборной клубов России на Кубке чемпионов Содружества 1997[5]
- Главный тренер ФК «Торпедо-ЗИЛ» (Москва): сентябрь 1998—2000
- Главный тренер ФК «Шаньдун Люнэн Тайшань», Китай: 2001
- Руководитель департамента по делам сборных РФС: 2002[6]
- Тренер-консультант ФК «Алания» (Владикавказ): июнь — ноябрь 2002
- Спортивный директор ФК «Локомотив» (Москва): 2003 — февраль 2004
- Главный тренер ФК «Сатурн» (Московская область): 17 февраля — 13 сентября 2004[7]. В 2005 году уже Юрий Сёмин приглашал Игнатьева на пост своего помощника в сборной России[8].
- Спортивный директор ФК «Динамо» Москва: ноябрь 2005 — 5 августа 2006
- Старший тренер ФК «Сатурн» Московская область: 1 июня 2007[7] — 8 августа 2008
- Помощник главного тренера ФК «Динамо» (Киев) Юрия Сёмина: 10 января 2009 — 26 мая 2009
- Помощник главного тренера ФК «Локомотив» (Москва) Юрия Сёмина: июнь 2009 — декабрь 2010.
- Помощник главного тренера ФК «Динамо» (Киев) Юрия Сёмина: 23 декабря 2010 — 24 сентября 2012.
- Главный тренер «Торпедо» Москва: 22 ноября 2012 — 11 июня 2013.
- Вице-президент — спортивный директор ФК «Торпедо» Москва: июль 2013 — июль 2014.
- Вице-президент ФК «Торпедо» Москва: июль 2014 — январь 2018[9].

## Итоги тренерской работы
Под руководством Игнатьева юношеская сборная СССР выиграла чемпионат Европы в 1988 году.
Борис Игнатьев работал в тренерском штабе сборной России, когда ею руководили Павел Садырин и Олег Романцев. Сборную России он возглавил 11 июля 1996 года после отставки Романцева. Однако в отборочном цикле к чемпионату мира 1998 года россиян ждала катастрофа: они не смогли занять первое место в отборочной группе, уступив его Болгарии, а в стыковых матчах проиграли Италии. Считается, что ПФЛ саботировала множество просьб Игнатьева о подготовке к ответной стыковой встрече против Италии, а трое футболистов по разным причинам так и не явились на сбор.

## Взгляды на футбол
В 2005 году Игнатьев поддержал идею введения лимита на легионеров с правом одновременного нахождения на поле не более 5 иностранцев в течение всей игры. В дальнейшем он продолжил отстаивать эту точку зрения, аргументируя это тем, что отказ от лимита легионеров может привести к полному разрушению систем детско-юношеских футбольных школ.